# Osaczona (telenowela)
Osaczona (hiszp. Acorralada) – amerykańsko-wenezuelska telenowela składająca się ze 187 odcinków, wyprodukowana przez telewizje Univision i Venevision. Premiera miała miejsce 15 stycznia 2007. Akcja serialu toczy się w Miami.
Telenowela była emitowana w Polsce w 2010 roku na TV4.

## Fabuła
Przed laty Octavia Irazabal odebrała swojej przyjaciółce Fedorze dom, majątek, fabrykę perfum, córki oraz posłała ją do więzienia za zbrodnię, której nie popełniła. Dziewczynki zostały przygarnięte przez Miguelinę, która postanawia je wychować mówiąc im, że jest ich babcią. Mijają lata. Fedora wychodzi z więzienia a jej celem staje się odnalezienie córek i zemsta na swoim wrogu - Octavii. Los sprawia, że kobieta przypadkiem poznaje jedną ze swoich córek - Dianę i postanawia jej pomóc ponieważ - tak jak ona kiedyś - została niesłusznie oskarżona. Siostra Diany - Gaby pracuje jako służąca w rezydencji Irazabalów i jest zakochana w jednym z synów Octavii - Larrym, który ma się ożenić z Pilar. Wkrótce zaczyna tam też pracować Diana, zostaje pielęgniarką starszej pani Santy. W rezydencji Diana poznaje Maximiliana, drugiego syna Octavii i zakochuje się w nim z wzajemnością. Dziewczyna ukrywa przed ukochanym zbliżający się proces sądowy. Spędzają razem upojne chwile. Wkrótce Max poznaje tajemnicę Diany i porzuca ją. Po miesiącu Diana z pomocą Fedory odkrywa, że spodziewa się dziecka Irazabala. Niedługo okazuje się, że Maximiliano ma żonę, która od dwóch lat leży w śpiączce. W wyniku intrygi jej miejsce zajmuje siostra bliźniaczka Debora, która udaje wybudzenie ze śpiączki i postanawia zatrzymać przy sobie Maxymiliana. W tym czasie Larry i Pilar szykują się do ślubu, lecz w ostatniej chwili kobieta ucieka sprzed ołtarza wraz ze swoim kochankiem, z którym jest w ciąży. Larry szukając pocieszenia wyjeżdża z Gaby do Las Vegas i biorą ślub. Miłość Maximiliana i Diany oraz Larry'ego i Gaby chociaż bardzo silna, będzie musiała pokonać wiele przeszkód i intryg, zanim odnajdą prawdziwe szczęście.

## Obsada
- Alejandra Lazcano – Diana Soriano (główna protagonistka, zakochana w Maximilianie, siostra Gaby, córka Fedory, wychowana przez Miguelinę, pielęgniarka, często stawia dobro innych ponad swoim)
- David Zepeda – Maximiliano Irazabal/Alejandro Salvatierra (główny protagonista, zakochany w Dianie, brat Larry'ego i Paoli, syn Octavii, siostrzeniec Yolandy)
- Mariana Torres – Gaby Soriano (siostra Diany, córka Fedory, kocha Larry'ego, na początku jest niezbyt urodziwą dziewczyną, z biegiem czasu staje się piękną kobietą)
- William Levy – Larry Irazabal (brat Maxa i Paoli, syn Octavii, siostrzeniec Yolandy, z początku nie widzi świata poza Pilar, lecz później zakochuje się w Gaby, bywa, że łatwo nim manipulować)
- Maritza Rodríguez – Marfil Mondragon de Irazabal† / Deborah Mondragon de Davila† (pierwsza żona Maxa i jej siostra bliźniaczka - żona Andresa Davili, córki Bruny, wychowane przez bogate małżeństwo, antagonistki, chcą się pozbyć każdej rywalki pojawiającej się u boku Maxa, nawet siebie nawzajem)
- Jorge Luis Pila – Diego Suarez (zakochany w Dianie, syn Lali, postanawia ożenić się z Dianą i traktować dziecko jej i Maxa jak swoje, po wypadku zmienia się w osobę nienawidzącą wszystkich, a w szczególności Maximiliana)†
- Sonya Smith – Fedora/Gaviota (matka Diany i Gaby, nienawidzi rodziny Irazabalów i uważa, że jej córki też powinny, poprzysięga zemstę na wszystkich Irazabalach, chce aby jej córki były szczęśliwymi żonami każdego, byle nie synów Octavii, zaślepiona zemstą traci swoją miłość - Paca, późniejsza żona Rodriga)
- Bernie Paz - Rodrigo (adwokat, przyjaciel zmarłego męża Fedory, jej mąż, ma córkę - Sharon, ze studenckiego związku)
- Frances Ondiviela – Octavia Irazabal (matka Maxa, Larry'ego i Paoli, największy wróg Fedory, tak jak ona chce rozdzielić swoich synów z córkami Gavioty, zabójczyni, siostra Yolandy, którą szantażuje, by milczała na temat jej zbrodni)†
- Roberto Mateos – Paco Vásquez (właściciel baru, zakochany w Fedorze, dawniej miał romans z Octavią, którą jednak znał jako Alicię, ma córkę Caramelo oraz Paolę, o której nie wiedział, gdyż Octavia zataiła przed wszystkimi prawdę o prawdziwym ojcu córki)
- Griselda Nogueras – Doña Santa (teściowa Octavii, babka jej dzieci, jest nieco szalona odkąd syn przyznał jej się do zbrodni, lubi bawić się lalkami, polubiła Dianę odkąd ta zaczęła pracować jako jej pielęgniarka, mimo szaleństwa potrafi dostrzec jacy ludzie są naprawdę, miła i pogodna staruszka)
- Ofelia Cano - Yolanda Alarcón (siostra Octavii, zakochuje się w Rene, który mógłby być jej synem, kocha swoich siostrzeńców, żałuje wszystkich zbrodni i przysług na rzecz siostry, udaje jej się uzyskać przebaczenie Fedory za to, że pomagała Octavii)
- Virna Flores – Camila Linares (zakochana w Maxie, gdy Marfil jest w śpiączce spotyka się z Maxem, ponieważ chce, by ten wyciągnął ją z biedy, była kochanką Ignacia, z którym miała dziecko, dzięki temu ten może ją szantażować)
- Maritza Bustamante – Caramelo Vásquez (córka Paca, jak się później okazuje siostra Paoli, którą wcześniej jednak traktuje jak rywalkę, zakochana w Panchalonie, jedna z jego dwóch żon, potem zakochuje się w Emiliu)
- Elizabeth Gutiérrez – Paola Irazabal(córka Octavii i Paca, zawsze czuła się niekochana przez matkę, siostra Caramelo, zakochuje się w Panchalonie i mimo tego, że jest on biedny chce za niego wyjść, aby uwolnić się od matki, bardzo cierpi przez męża bigamistę, pierwsza ukochana Emilia, choć go ignoruje)†
- Diana Osorio – Pilar Alano (była narzeczona Larry'ego, zdradzała go z jego największym wrogiem, kiedy zaszła w ciążę uciekła z kochnkiem a potem chciała się pozbyć Gaby, żeby wrócić do Larry'ego)
- Paulo César Quevedo – Rene Romero (przyjaciel Larry'ego, Pilar i Paoli, razem z siostrą Larry'ego zażywał narkotyki, zakochał się w starszej od siebie Yolandzie i wzięli ślub, lekkoduch)
- Yul Bürkle – Andres Davila (pracownik Ignacia Montiela, mąż Deborah, kiedy ta go okrada i opuszcza poprzysięga, że się zemści jak ją spotka, za pieniądze gotów na wszystko, lubi się zabawić, handluje narkotykami)†
- Julián Gil – Fransisco (Panchalón) Suarez (brat Diega, syn Lali, bigamista - ożenił się z Paolą po kłótni ze swoją żoną Caramelo, handlarz klejnotów)
- Raul Olivo – Emilio Linares (pracownik w fabryce perfum, przyjaciel Maxa, początkowo zakochany w Paoli, potem w Caramelo, dobry i uczciwy)
- Orlando Fundichely – Dr. Ignacio Montiel (doktór w szpitalu, w którym pracuje Diana, mści się na niej, bo mu nie uległa, próbuje tego aż do śmierci, dla pieniędzy zrobi wszystko)†
- Maria Valentina Bove - Sharon (córka Rodriga, kochanka Kike, postanawia zdobyć Larry'ego i uprzykrzyć życie Gaviocie i jej córkom, zwłaszcza Gaby)
- Juan Vidal – Enrique la Rosa/Kike (kochanek Pilar i Sharon, mąż Gaby, nie znosi sprzeciwu, gotowy na wszystko, kiedy dowiaduje się, że Gaby spała z Larrym tuż po ślubie z Kike zaczyna się mścić na żonie)†
- Alicia Plaza - Bruna Perez(służąca w domu Irazabal, matka Marfil i Deborah, gotowa dla córek na wszystko, uprzykrza życie służbie w domu Irazabalów, podła zwłaszcza dla Diany)†
- Griselda Nogueras - Lala Suarez (matka Diega i Pancholóna, cierpi z powodu swoich synów, służy w domu Irazabalów, a następnie u Fedory, kocha Dianę i jej rodzinę)
- Nelida Ponce - Miguelina Soriano (przybrana babcia Diany i Gaby, zajęła się nimi za pieniądze, lecz później przywiązała się do nich i pokochała, jak własne wnuczki)
- Mariana Huerdo - Silvita Delgado (kuzynka Camili, szuka idealnego faceta, z początku pomaga Camili w szkodzeniu innym, ale później zmienia się, trochę szalona, nosi kolorowe peruki)
- Liannet Borrego - Nancy (służąca u Irazabalów, potem u Fedory, przyjaciółka Gaby i Diany, nieszczęśliwie zakochana w Diegu, jako pierwsza dowiaduje się, że ten potrafi chodzić i dzięki swojej miłości do niego pozwala sobą manipulować)
- Gretel Trujillo - Isabel (znajoma pielęgniarka Bruny, wiele poświęci dla pieniędzy, zajmowała się Marfil, Deborah, Dianą, a także małym Maxem, ciotka Andresa)
- Maria Valentina Bove - Sharon Santana, córka Rodriga i pasierbica Fedory. Na początku poznajemy ją jako rozpuszczoną studentkę, później również niemoralną dziewczynę i niezrównoważoną psychicznie.
- Mirta Renee - Marcela (dziewczyna zakochana w Maxie, wychodzi za niego, choć wie, że jej nie kocha)
- Nury Flores - Mercedes (chrzestna Marceli, martwi się o nią, chce, aby dziewczyna wyszła za lekarza)
- Claudia Reyes - Fiona Valente (była ukochana Maxa, wciąż w nim zakochana, mimo że wyszła za innego, po zaginięciu Maxa chce zdobyć Alejandra, zabita przez zazdrosną o męża Marfil, która sądziła, że Fiona jest w ciąży)†